# راکاهانگا
راکاهانگا (به لاتین: Rakahanga) یک جزیره در جزایر کوک است که در اقیانوس آرام واقع شده‌است.

## خصوصیات
راکاهانگا ۱۲۷ نفر جمعیت دارد.